# Something’s Going On
Something’s Going On (рус. Что-то происходит) — четвёртый сольный студийный альбом солистки группы ABBA, шведской певицы Анни-Фрид Лингстад, её первый сольный англоязычный альбом, издан в 1982 году.

## Список композиций
1. Tell Me It’s Over
2. I See Red
3. I Got Something
4. Strangers
5. To Turn The Stone
6. I Know There’s Something Going On
7. Threnody
8. Baby Don’t You Cry No More
9. The Way You Do
10. You Know What I Mean
11. Here We’ll Stay (дуэт с Филом Коллинзом)

## Музыканты
- Anni-Frid Lyngstad — lead vocals, backing vocals
- Phil Collins — drums, backing vocals, percussion Prophet 5
- Mo Foster — bass guitar
- Дэрил Стюрмер[англ.] — гитара
- Peter Manning Robinson — keyboards, horn arrangements, string arrangements
- Дон Майрик[англ.] — саксофон
- Майкл Харрис — труба
- Рамли Майкл Дэвис — труба
- Луи Саттерфилд[англ.] — тромбон
- Skaila Kanga — арфа
- The Martyn Ford Orchestra — strings
- Martyn Ford — conductor, strings
- Gavyn Wright — leader, strings

## Позиции в хит-парадах
| Хит-парад (1982)                           | Высшая позиция | Пребывание |
| ------------------------------------------ | -------------- | ---------- |
| Австралия (Kent Music Report)              | 40             | нет данных |
| Австрия (Ö3 Austria)                       | 10             | 2 недели   |
| Великобритания (UK Albums Chart)           | 18             | 7 недель   |
| Нидерланды (Nationale Hitparade LP Top 50) | 2              | 13 недель  |

|  | Этот раздел нужно дополнить. Пожалуйста, улучшите и дополните раздел. (12 марта 2025) |